# WORM 디스크

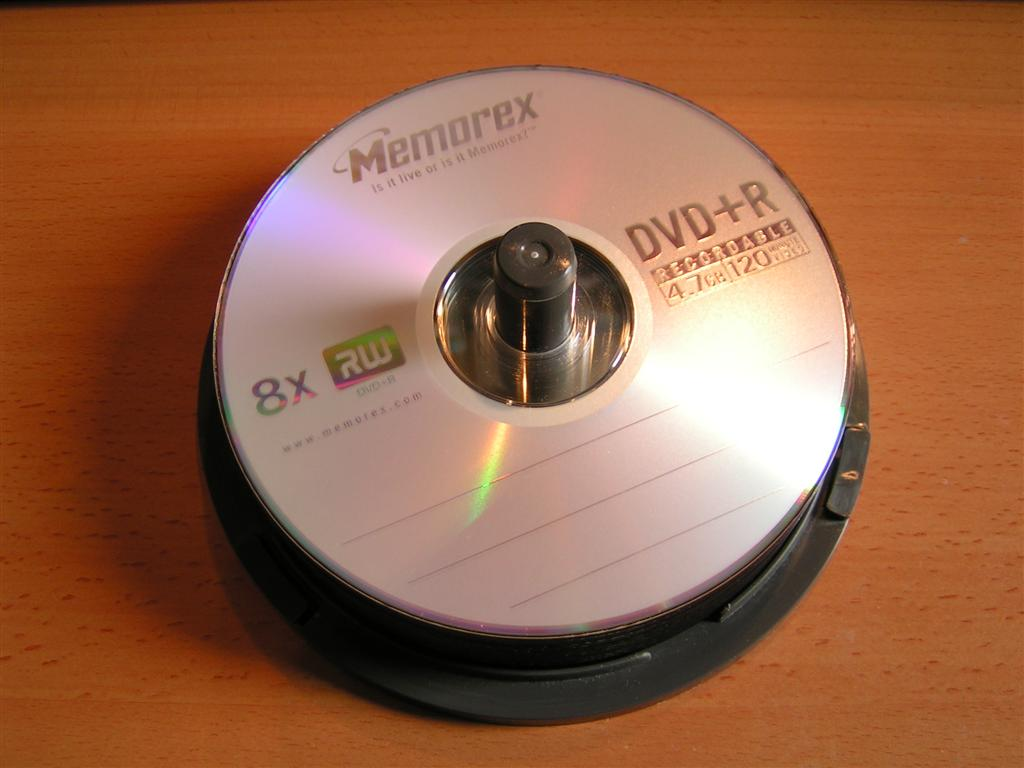

WORM(Write once read many←한 번 쓰고 많이 읽음) 디스크는 한 번 기록된 정보는 수정할 수 없는 데이터 스토리지를 말한다. 이 쓰기 보호는 장치에 한 번 기록되면 자료가 변조되지 않음을 보증한다.
일반적인(WORM이 아닌) 데이터 스토리지 장치에서 데이터 수정 가능 횟수는 장치의 수명의 제한을 받는데 그 이유는 수정이 장치의 마모를 일으킬 수 있는 물리적 변경을 수반하기 때문이다. "read many"(많이 읽음) 개념은 평범해 보이는데 현대의 기억 장치들은 기록이 된 데이터의 무제한 읽기를 허용하기 때문이다.

## 역사
WORM 드라이브들은 CD-R, DVD-R의 발명보다 시기가 더 앞선다. 한 예로 IBM 3363을 들 수 있다. 이 드라이브들은 일반적으로 카트리지 하나에 12 in (30 cm) 디스크를 사용했으며 한 번만 기록 가능한 융삭형 광학층이 있었고 대량의 자료 저장이 필요했던 도서관 등의 장소에서 주로 사용되었다. 이것들을 PC에 연결하는 인터페이스도 존재했다.
천공 카드와 천공 테이프는 구식의 WORM 미디어이다. 매체의 첫 기록 이후 매체의 천공되지 않은 영역의 천공이 가능하지만 이렇게 하는 것은 실질적으로 전혀 유용하지 않았다. 고정 기억 장치(ROM) 또한 WORM 매체로 간주된다.